# Пожежа в Патентному відомстві США (1836)
Пожежа в Патентному відомстві США 1836 року — перша з двох великих пожеж в історії Патентного відомства США, що сталася в будівлі готелю Blodget's у Вашингтоні 15 грудня 1836 року. Початкове розслідування розглядало навмисний підпал для того, щоби знищити докази можливої корупції в поштовому відділенні, яке було в тій самій будівлі, але пізніше це було виключено. Зрештою причиною було визнано випадковість. Пожежа вважається унікальним моментом в історичних подіях Патентного відомства, який спричинив зміни політики.
Заходи місцевої пожежної охорони не змогли запобігти збиткам через відсутність пожежників та належного обладнання. Багато патентних документів і моделей за попередні три десятиліття були безповоротно втрачені. У результаті пожежі Конгрес і нещодавно юридично оновлене Патентне відомство змінили спосіб ведення документації, присвоївши номери патентам і вимагаючи кількох копій супровідної документації.

## Історія
У 1810 році Конгрес дозволив викуп недобудованого готелю Blodget's для розміщення поштових і патентних відомств. Під час війни 1812 року суперінтендант доктор Вільям Торнтон переконав офіцерів британського експедиційного корпусу не знищувати вогнем офіс патентного бюро, бо ті вже спалили велику кількість урядових будівель. У 1820 році Конгрес профінансував покриття будівлі шиферним дахом. Вони також придбали пожежну машину для захисту будівлі від пожеж. Через ці зміни добровільна пожежна частина втратила сенс і була розформована. Професійна пожежна частина, обладнана пожежною машиною, була внизу вулиці. Попри те, що машина була оснащена насосом для нагнітання води та шкіряним шлангом із заклепками довжиною 1000 футів (300 м) (усі придбані 16 роками раніше згідно з актом Конгресу), частина не мала пожежників.
Працівники бюро зберігали дрова в підвалі, поряд з тим місцем, де робітники пошти знешкоджували гарячий попіл від багать. О 3 годині ночі попіл запалив дрова. Шланг пожежної частини був старим та несправним і не міг подавати воду на вогонь, а залучення бригади з відрами було неефективним. Усі 9957 патентів та 7000 пов'язаних патентних моделей були втрачені.
Джон Рагглз, голова слідчого комітету Сенату, повідомив, що втрачений архів мав у собі: 168 фоліо томів записів, 25 великих портфоліо з приблизно дев'яти тисяч малюнків, відповідні описові патентні та інші документи. Сім тисяч втрачених моделей включали моделі різних процесів виробництва текстилю та кілька моделей парових механізмів для руху човнів (включно з оригінальним переплетеним фоліантом повноколірних патентних креслень Роберта Фултона, зроблених їм власноруч). Рагглс доповів, що знищені вогнем документи та моделі представляють історію американських винаходів протягом п'ятдесяти років. Він також заявив, що власні моделі корпусів, преси та печатки, столи, книжкові шафи та офісні меблі Патентного відомства також були знищені. Вся бібліотека була втрачена, за винятком однієї, яку працівник випадково таємно взяв додому, щоб почитати, це був том 6 «Репертуару мистецтв і мануфактур» 1794 року.

## Наслідки
Конгрес негайно почав розслідування пожежі, підозрюючи навмисний підпал. Департамент пошти на той час уже перебував під слідством за нібито укладання нечесних контрактів на пошту. Спочатку вважалося, що, ймовірно, пожежа була підготовлена для знищення доказів. Виявилося, що поштове відділення зберегло всі їхні документи. Слідчі дійшли висновку, що хтось зберіг гарячий попіл у ящику в підвалі, після чого гарячі вуглинки запалили дрова. Винного в пожежі так і не було встановлено. Патентне бюро було перенесено до старої міської ратуші, у той час — окружного суду.
Пожежа сталася під час введення в дію Закону про патенти 1836 року, який вимагав, щоб патентні заявки розглядалися перед видачею. Поправка до нього наступного року вимагала подання двох копій креслень: одну для зберігання в патентному відомстві, а іншу додавали до видачі патенту, переданого заявнику. Вимога припинилася в 1870 році, коли Офіс почав друкувати повні копії виданих патентів.
Усі патенти, отримані до пожежі, пізніше були внесені офісом до списку X-патентів. Закон від 3 березня 1837 року містив положення про відновлення моделей і креслень, втрачених під час пожежі 1836 року. У бюджет було виділено 100 000 доларів США. Одним із методів відновлення було отримання дубліката від першого винахідника. У 1849 році процес реставрації було припинено та було встановлено, що з дозволеного бюджету було витрачено 88 237 доларів США. З 9957 лише 2845 патентних записів було відновлено. Сучасним дослідникам важко знайти ці патенти, тому що багато пов'язаних документів було спалено.
Після пожежі спосіб ідентифікації патентів був змінений. Раніше патентні записи не нумерували та їх можна було дослідити лише за датою патенту чи іменем винахідника. Після пожежі Патентне відомство видавало унікальні номери кожному новому патенту. Патентне відомство через Закон про патенти 1836 року стало власною організацією при Державному департаменті Сполучених Штатів. У 1835 році її першим уповноваженим став Генрі Лівітт Елсворт. Він негайно розпочав будівництво нової протипожежної будівлі, завершене лише в 1864 році. Пожежа 1877 року знищила західне та північне крило нової будівлі та завдала ще більшої шкоди.